# 祁连山1号隧道
祁连山1号隧道，原称大梁隧道或祁连山大梁隧道，位于中国青海省门源回族自治县，是兰新客运专线工程的一座隧道。该隧道与祁连山2号隧道及连接两座隧道的硫磺沟大桥共同翻越祁连山。隧道为双线隧道，全长6550米，洞内中间高两边低，坡度为6‰和-9‰。隧道最高处轨面海拔3607.4米，为目前全球高速铁路最高点。隧道于2009年开工，2014年5月1日贯通，2014年底投入使用。
2022年1月8日，因2022年门源地震，该隧道路基受损。